# Luhanská lidová republika
Luhanská lidová republika (LLR rusky Луганская Народная Республика) je většinou zemí světa neuznaný separatistický loutkový kvazistát, vyhlášený na území ukrajinského regionu Luhanská oblast. Vyhlášena byla v dubnu 2014 na území ukrajinského regionu Luhanská oblast. Fakticky však dlouhodobě kontrolovala pouze část svého území, většina zůstala Ukrajině a spravovaly ho orgány Luhanské oblasti - od 2. července do 2. října 2022 kontrolovala republika celé území oblasti. Ruská federace uznává doklady a úřední dokumenty vydané oběma samozvanými republikami.
LLR byla součástí Svazu lidových republik (později přejmenovaného na Novorusko – svazu lidových republik), mezinárodně neuznaného nezávislého konfederativního státu, který byl vytvořen na části východního území Ukrajiny dne 24. května 2014 dohodou Doněcké lidové republiky (DLR) s republikou Luhanskou. V listopadu 2014 byla činnost parlamentu konfederace zmražena.
Také během existence konfederace fungovala Luhanská lidová republika jako samostatný stát. Svou deklaraci nezávislosti na Ukrajině vyhlásila 27. dubna 2014. Pro nezávislost se vyslovili obyvatelé tehdejší Luhanské oblasti v nedemokratickém referendu 11. května a dne 12. května byla vyhlášena samostatnost. S Doněckou republikou to je jeden ze dvou samostatných států, který v těch dnech vznikl secesí východu ukrajinského území.
Ukrajina si nárokuje území Luhanské lidové republiky a považuje ji za teroristickou organizaci, která prosazuje odtržení východní části Ukrajiny od země.
Představitelé Luhanské lidové republiky označují ukrajinskou vládu za „kyjevskou juntu“ páchající válečné zločiny proti obyvatelstvu.
Podle oficiálních údajů z roku 2019 žilo na území Luhanské lidové republiky 1,45 milionu obyvatel. Při sčítání lidu z roku 2001 se v tehdejší Luhanské oblasti přihlásilo k ukrajinské národnosti 58 % obyvatel, k ruské národnosti 39 % obyvatel.
Dne 21. února 2022 ruský prezident Vladimir Putin oznámil, že Ruská federace uzná LLR jako nezávislý stát.  Ještě téhož dne Putin podepsal dekret o uznání jak LLR tak DLR a ohlásil „mírovou misi“ Ruska na Donbasu. Následujícího dne ratifikovala ruská Duma toto uznání a parlamenty obou zemí také smlouvu „o přátelství a vzájemné pomoci“. Ruské uznání nezávislosti DLR a LLR většina členských států OSN odsoudila, zatímco několik států tento krok podpořilo, např. Venezuela nebo Středoafrická republika. V červnu 2022 republiku oficiálně uznala i Syrská arabská republika a v červenci 2022 také Severní Korea.
30. září 2022 se stala Luhanská lidová republika spolu s dalšími čtyřmi regiony Ukrajiny součástí Ruské federace na základě referenda o připojení k Rusku. Výsledky referend a jejich průběh byly mezinárodně zpochybňovány.

## Název a úřední jazyk
Úředními jazyky v republice jsou ruština a ukrajinština. Fakticky orgány republiky úřadují v ruštině, používání ukrajinštiny je potlačováno[zdroj?]. Oficiální název loutkového státu je rusky Луганская Народная Республика, v českém přepisu Luganská lidová republika, resp. ukrajinsky Луганська народна республіка, v českém přepisu Luhanská lidová republika. Česká média dávají u názvu přednost přepisu z ukrajinštiny.

## Historie

### Republika separatistů

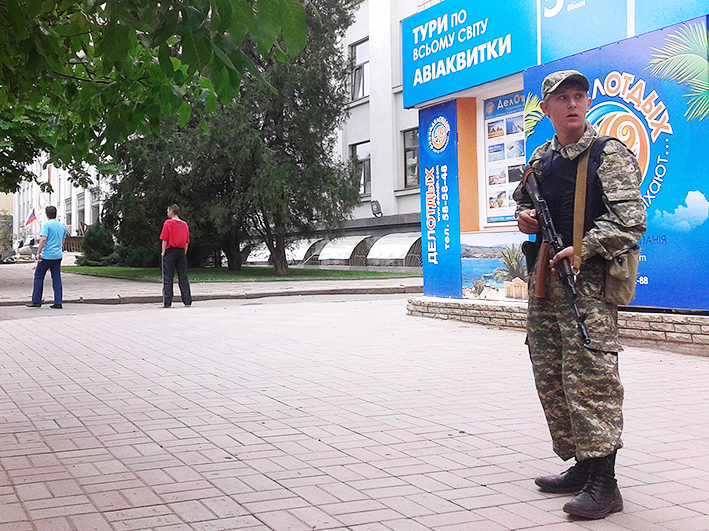
Příslušník milice ve službách LLR

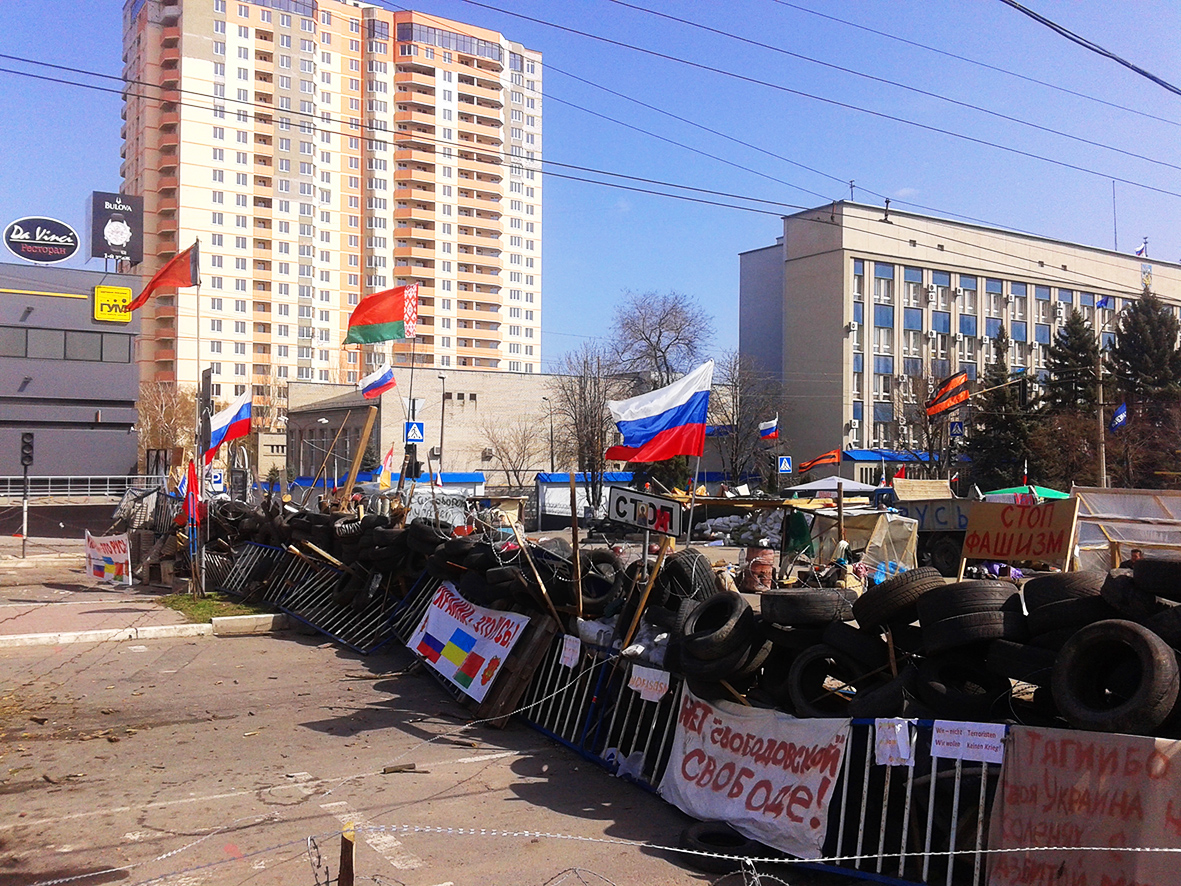
Obsazení budovy ukrajinské služby bezpečnosti v Luhansku

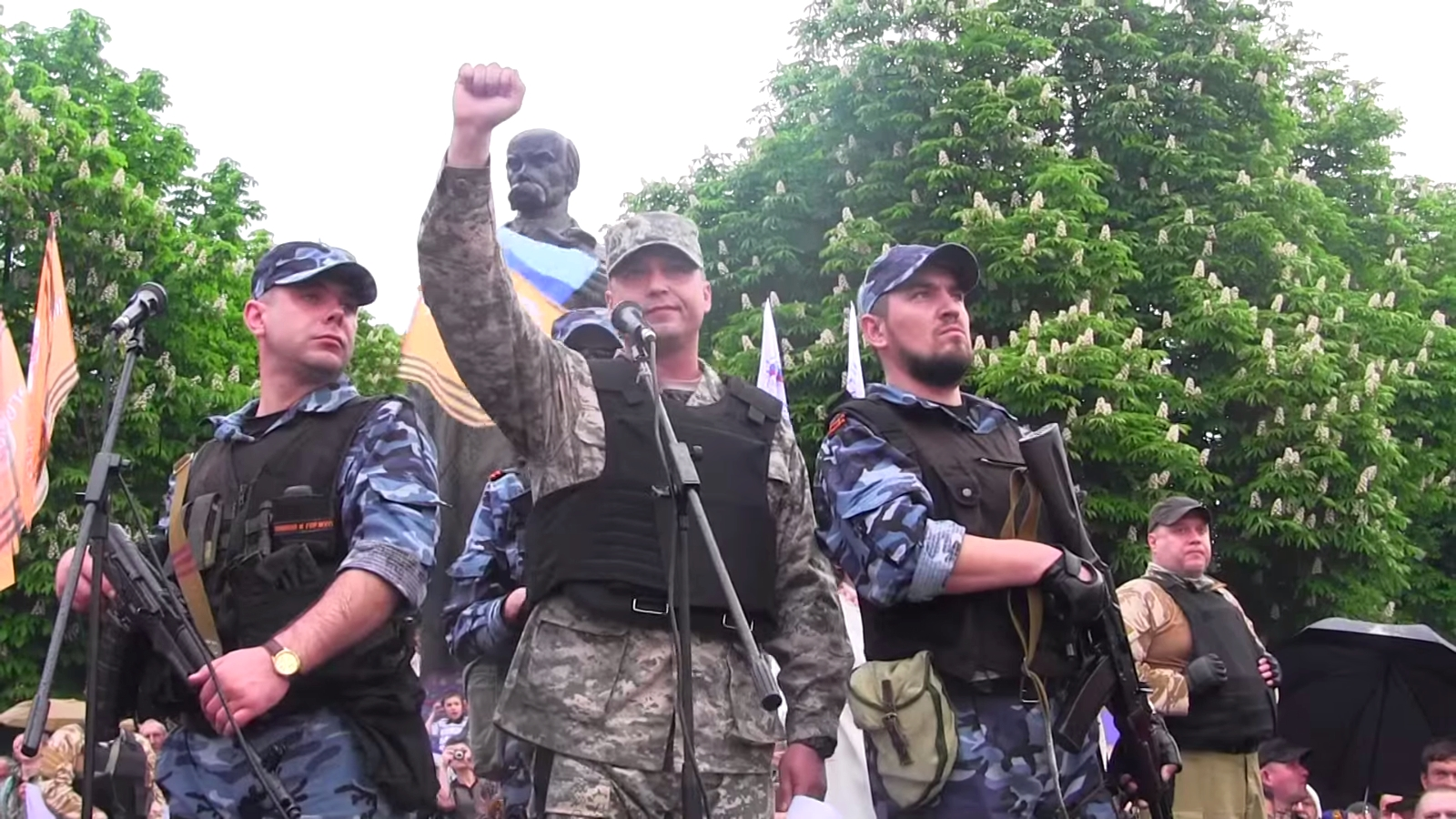
Valerij Bolotov vyhlašující nezávislost lidové republiky 12. května 2014

Dne 6. dubna demonstranti obsadili budovu tajné služby SBU v Luhansku a ozbrojili se zde nalezenými zbraněmi. Vedl je „Sjednocený štáb armády Jihovýchodu“. Požadovali osvobození politických vězňů, amnestii policistů účastnících se událostí na Majdanu a provedení referenda v Luhanské oblasti o sebeurčení regionu.[zdroj?] O několik dní později žádali po Luhanském oblastním sovětu vyhlášení Luhanské lidové republiky a referenda, ve kterém by obyvatelstvo rozhodlo o tom, zda má Luhanská republika být součástí Ukrajiny nebo Ruska.[zdroj?]

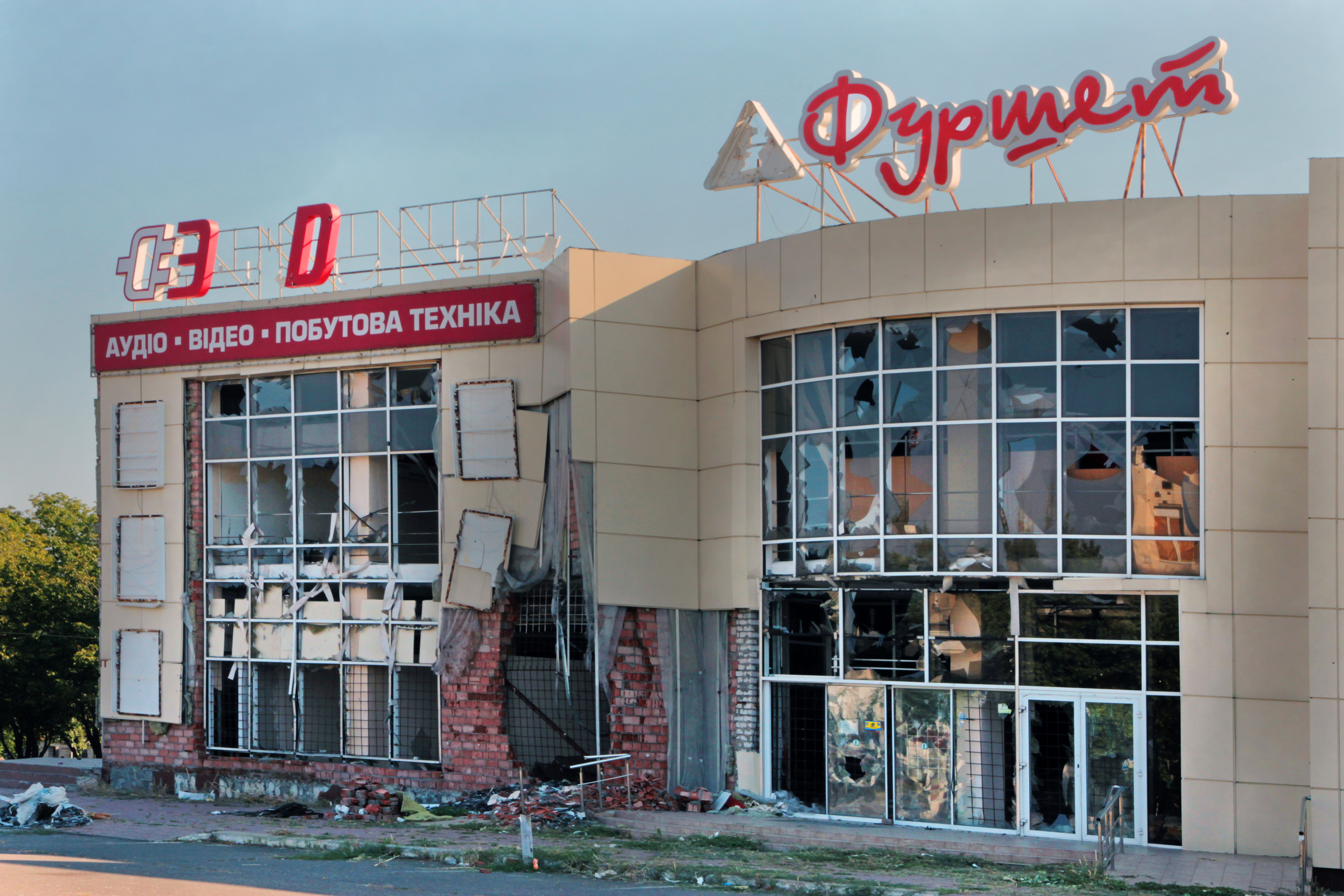
Zdevastovaný supermarket v Luhansku, srpen 2015

Nakonec 27. dubna 2014 aktivisté vyhlásili Luhanskou lidovou republiku a současně vypsali referendum, v němž dali obyvatelstvu právo na potvrzení nebo odmítnutí jejich činů, a od 29. dubna začali úřadovat v budově Luhanské oblastní administrace.
V separatisty pořádaném a demokratické standardy nesplňujícím[zdroj?] referendu 11. května se obyvatelé tehdejší Luhanské oblasti vyslovili pro nezávislost Luhanské lidové republiky, podle volebního výboru pro ni hlasovalo 96,1 procent hlasů při 81% účasti. Na tomto základě úřady následující den, 12. května, vyhlásily samostatnost. Byl to jeden ze dvou loutkových států, který byl v těch dnech vytvořen na východě ukrajinského území.

### Jednání o spojení Doněcké a Luhanské lidové republiky
Vedoucí představitelé obou lidových republik předběžně jednali o spojení v jeden stát. Jednání zahájili na základě výsledků neuznaných referend o nezávislosti, v nichž se většina lidí vyjádřila pro samostatnost. Dne 24. května 2014 podepsali v Doněcku Alexandr Jurjevič Borodaj, předseda doněcké vlády, a Alexej Karjakin, předseda luhanského parlamentu, dohodu o sloučení Doněcké a Luganské republiky do Svazu lidových republik. Název republiky odkazoval na území tzv. Nového Ruska. Později, v listopadu 2014, byla činnost parlamentu konfederace zmražena, což jeho předseda Carjov v květnu 2015 motivoval neslučitelností s minskými dohodami. Česká média pozastavení činnosti novoruského parlamentu dezinterpretovala jako zrušení konfederace.

### Volby v listopadu 2014
Dne 2. listopadu 2014 okupační úřady v Luhanské lidové republice provedly volby hlavy státu a parlamentu (Lidové rady). Voleb se účastnilo 68,7 % voličů. Na místo hlavy státu kandidovali dosavadní hlava státu Igor Plotnickij, předseda Federace odborů LNR Oleg Akimov, ministryně zdravotnictví Larisa Ajrapetjanová a podnikatel Viktor Penner. Zvítězil Igor Plotnickij s 63 % hlasů.
Do Lidové rady kandidovaly volební strany Mír Luganštině (Мир Луганщине), Luganský ekonomický svaz (Луганский экономический союз) a Lidový svaz (Народный союз). Mír Luganštině získal 69,4 % hlasů, Luganský ekonomický svaz 22,2 %, Lidový svaz 3,8 %. Poslanců získal Mír Luganštině 37, Luganský ekonomický svaz 13, třetí strana nepřekonala pětiprocentní bariéru a nezískala žádného poslance.

### Uznání Ruskem

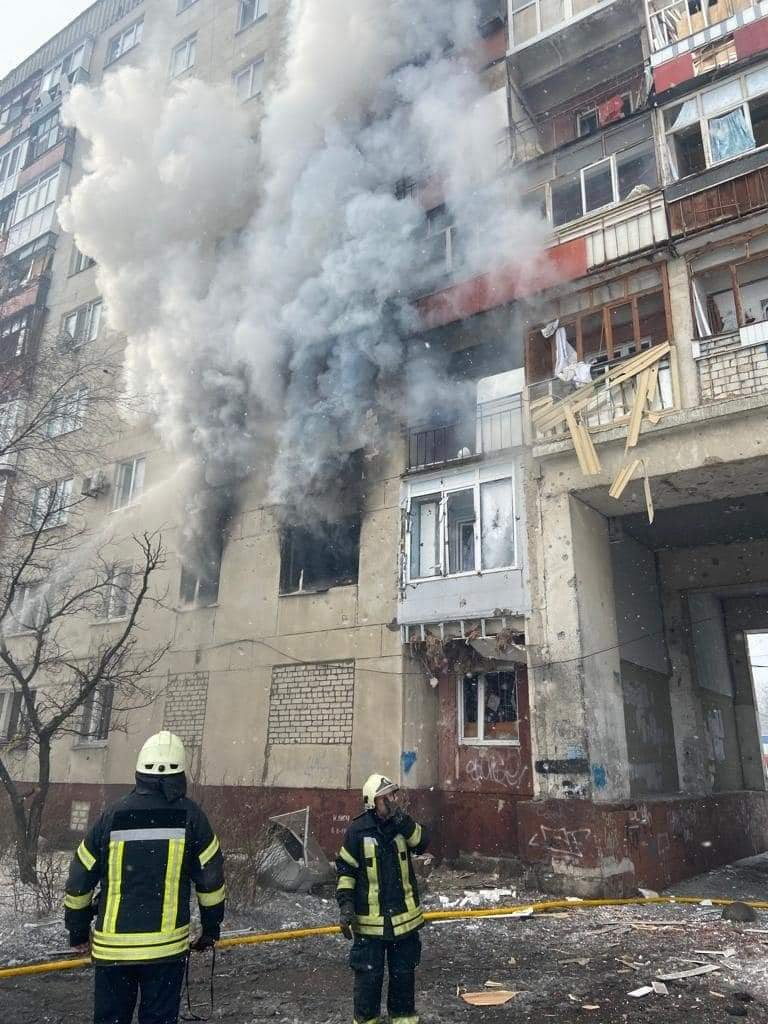
Následky bombardování Severodoněcku

Ruský prezident Vladimir Putin 21. února 2022 oficiálně uznal nezávislost DLR a LLR a nařídil ruským vojskům vstoupit na jejich území pod označením speciální vojenské operace. Tímto fakticky začala Válka na Ukrajině, která stále trvá a vedou se v ní tvrdé boje, včetně bojů od února do července 2022 o zbytek Luhanské oblasti ovládané Ukrajinou, při nichž zemřely tisíce civilistů a vojáků. 27. března oznámila hlava republiky Leonid Pasečnik, že bude uspořádáno referendum o připojení republiky k Rusku. Na počátku července 2022 Rusko oznámilo, že Luhanská republika kontroluje veškeré své nárokované území. 
V červnu 2022 DLR a LLR uznala Sýrie a o měsíc později Severní Korea.
Dne 3. července Rusko spolu se separatisty dobylo město Lysyčansk a tím získalo kontrolu nad celou Luhanskou oblastí. Menší části oblasti poté sice opět ztratilo při ukrajinských protiútocích, nicméně po třech letech tvrdých bojů Rusko celé území oblasti opět na přelomu června a července 2025 dobylo.

### Připojení k Ruské federaci
Dne 30. září 2022 rozhodl ruský prezident Vladimir Putin na základě hlasování obyvatelstva Doněcké a Luhanské lidové republiky a také Záporožské a Chersonské oblasti o připojení tohoto území k Rusku. Vycházel při tom z referend konaných v době od 23. do 27. září 2022. Tuto anexi stejně jako referenda mnohé státy neuznaly a vyjádřily svoji podporu Ukrajině.

## Představitelé republiky
- hlava republiky

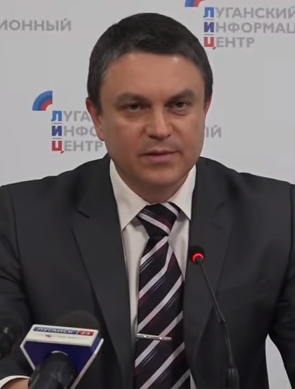
Leonid Pasečnik

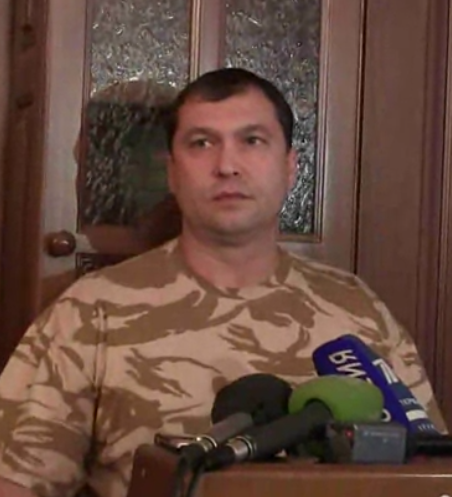
Valerij Bolotov

  - Leonid Pasečnik – od 24. listopadu 2017 – dosud
  - Igor Plotnickij – od 4. listopadu 2014 (úřadující 14. srpna – 4. listopadu 2014)
  - Valerij Bolotov – od vzniku státu do 14. srpna 2014
- premiér-ministr rady ministrů
  - Sergej Kozlov – současný
  - Gennadij Nikolajevič Cypkalov – od 26. srpna 2014
  - Igor Plotnickij – od 20. do 26. srpna 2014
  - Marat Faatovič Baširov – od 8. července do 20. srpna 2014
  - Vasilij Alexandrovič Nikitin – od 18. května do 8. července 2014
- předseda Lidové rady
  - Alexej Karjakin – od 18. května 2014
- ministr obrany
  - Oleg Bugrov

## Umístění a rozloha

Oblasti pod vojenskou kontrolou proruských separatistů (do 2022)
Administrativní dělení LLR (do 2022)
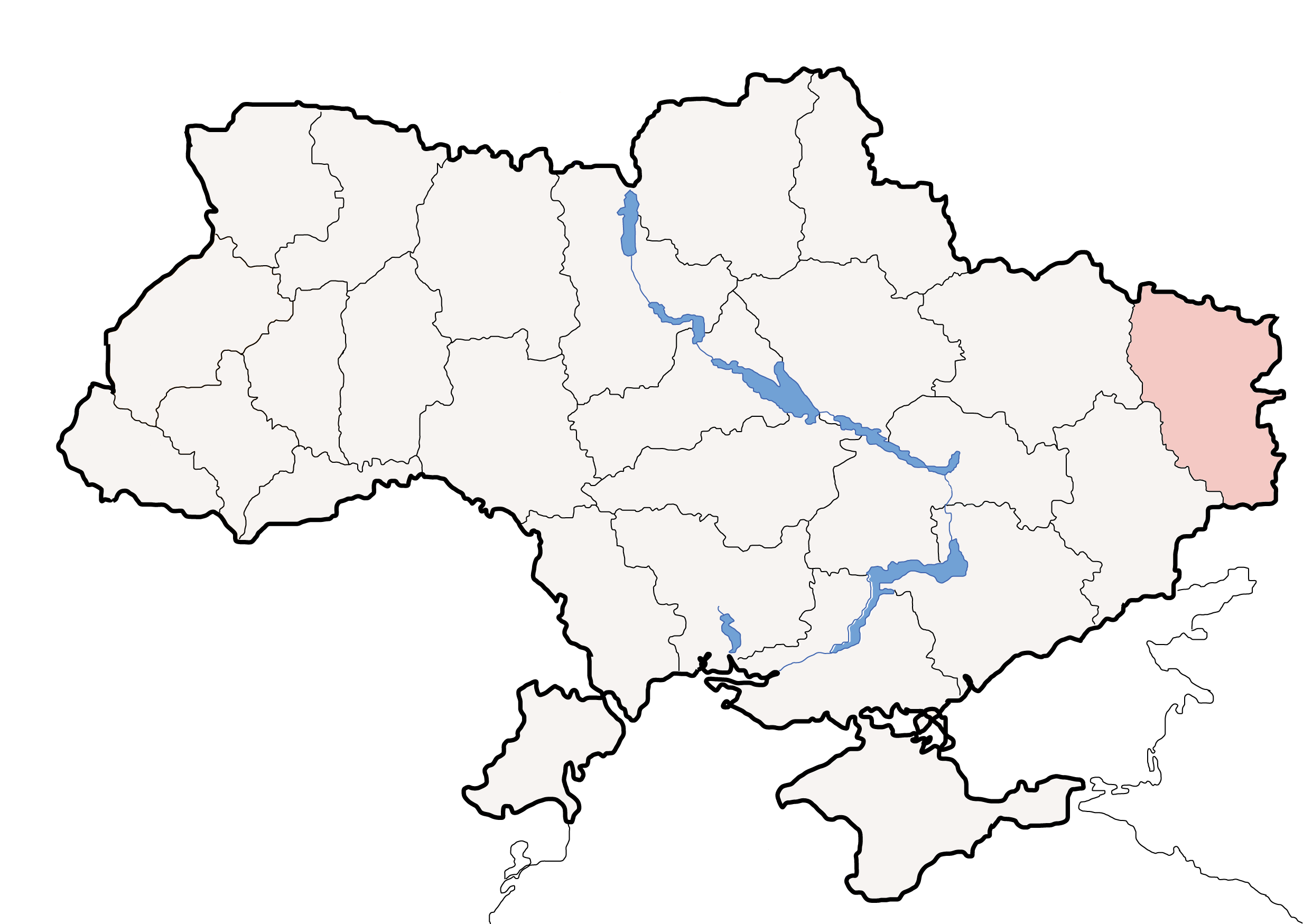
Mapa původní Luhanské oblasti v rámci Ukrajiny
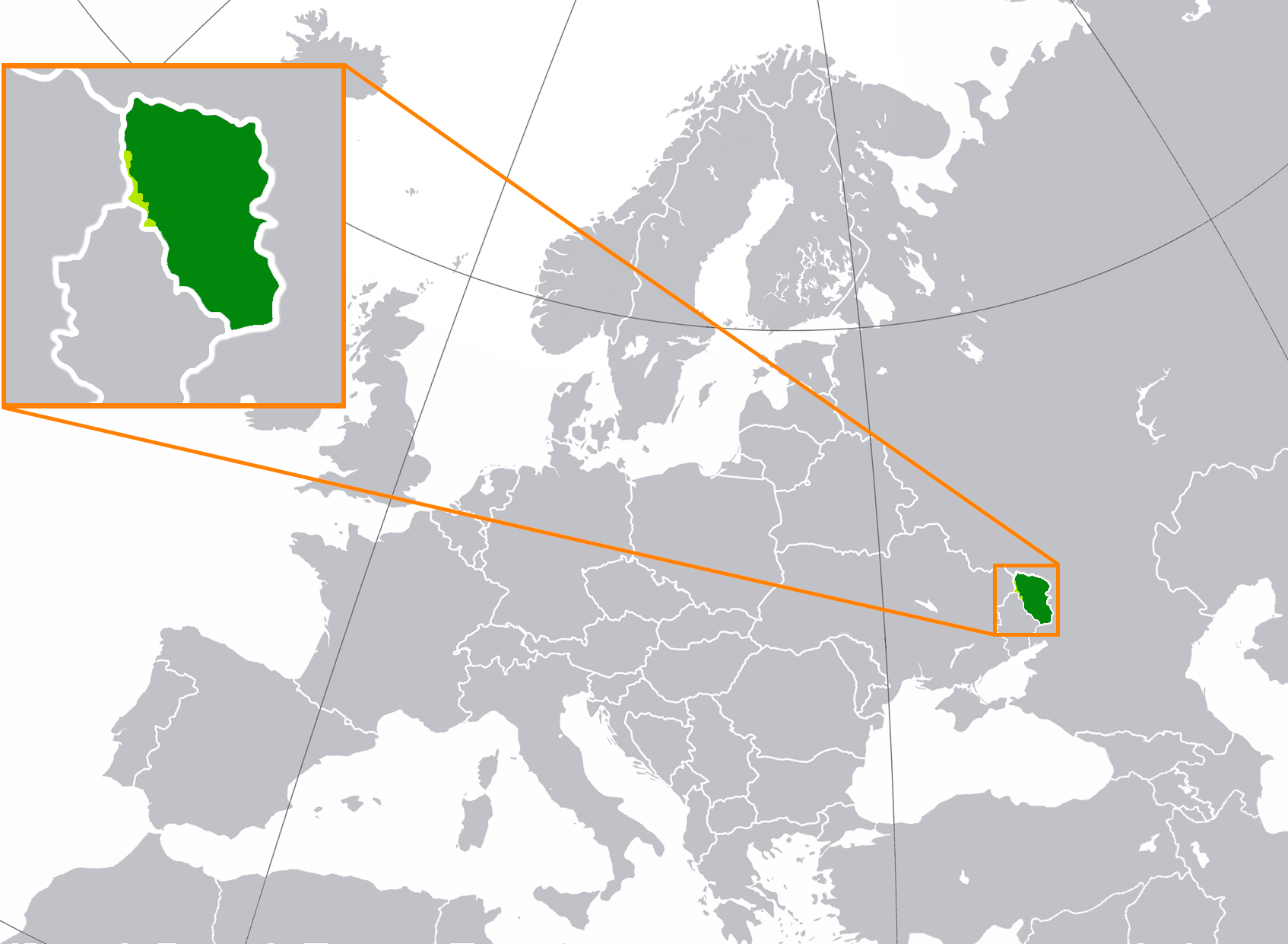
Mapa Evropy znázorňující umístění Luhanské lidové republiky od července 2022

## Armáda

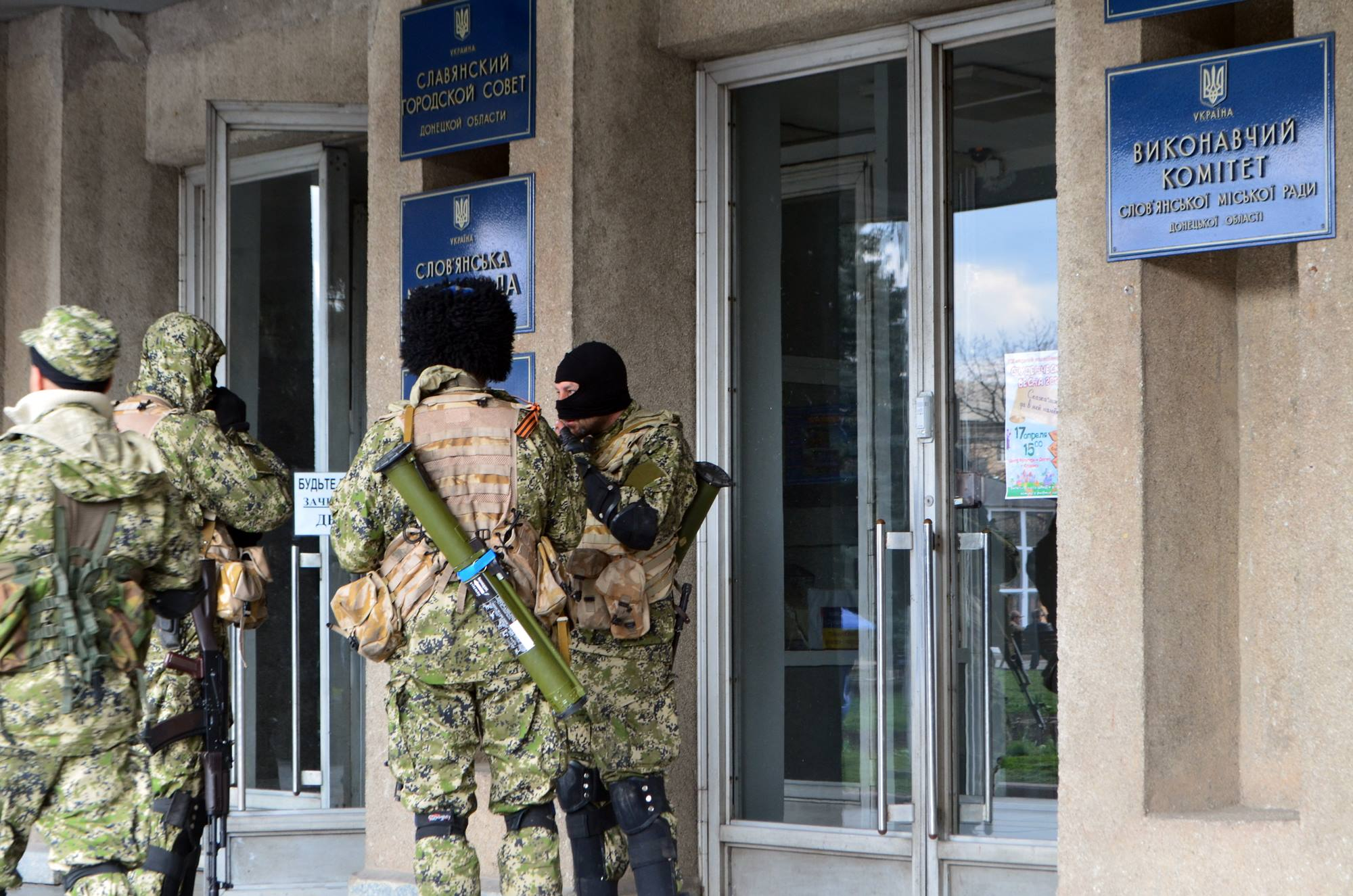
Jednotky Donských Kozáků ve Slovjansku, 14. duben 2014

### Struktura
| - Luhanská lidová domobrana (rusky Народная милиция ЛНР) neboli „Armáda jihovýchodu“ (rusky Армия Юго-Восток) - Batalion Zarya (rusky Батальон Заря) – oddíl tvořený ruskými dobrovolníky, zejména nacionálními bolševiky - Interbrigády – ruští dobrovolníci, nacionální bolševici - Batalion Lešij (rusky Батальон Леший) - 1. oddělená mechanizovaná brigáda „August“ neboli Batalion August - nezávislé jednotky Luhanské lidové republiky - Velká donská armáda (rusky Всевеликое Войско Донское) - mezinárodní organizace[zdroj⁠?!] nabírající dobrovolníky ze zemí Ukrajiny a Ruska - Kozácká národní garda (rusky Казачья Национальная Гвардия) - dobrovolnický oddíl donských kozáků - První kozácký regiment (rusky Первый казачий полк) - Mechanizovaná brigáda „Prizrak“ neboli Brigáda Prizrak (rusky Бригада Призрак) – původně batalion povýšený na brigádu, je vedena Alexejem Mozgovojem - Kontinentální jednotka (francouzsky Unité Continentale) – jednotka složená z francouzských, srbských a brazilských dobrovolníků. Skládá se ze stoupenců Alexandra Dugina. - Jednotka #404 – mezinárodní jednotka komunistů vedená Piotrem Biriukovem - rozpuštěné nebo zaniklé oddíly LLR - Jednotka rychlé reakce „Batman“ ( Группа быстрого реагирования «Бэтмен») - Ruská kompanie - Ratibor |

## Symboly Luhanské lidové republiky

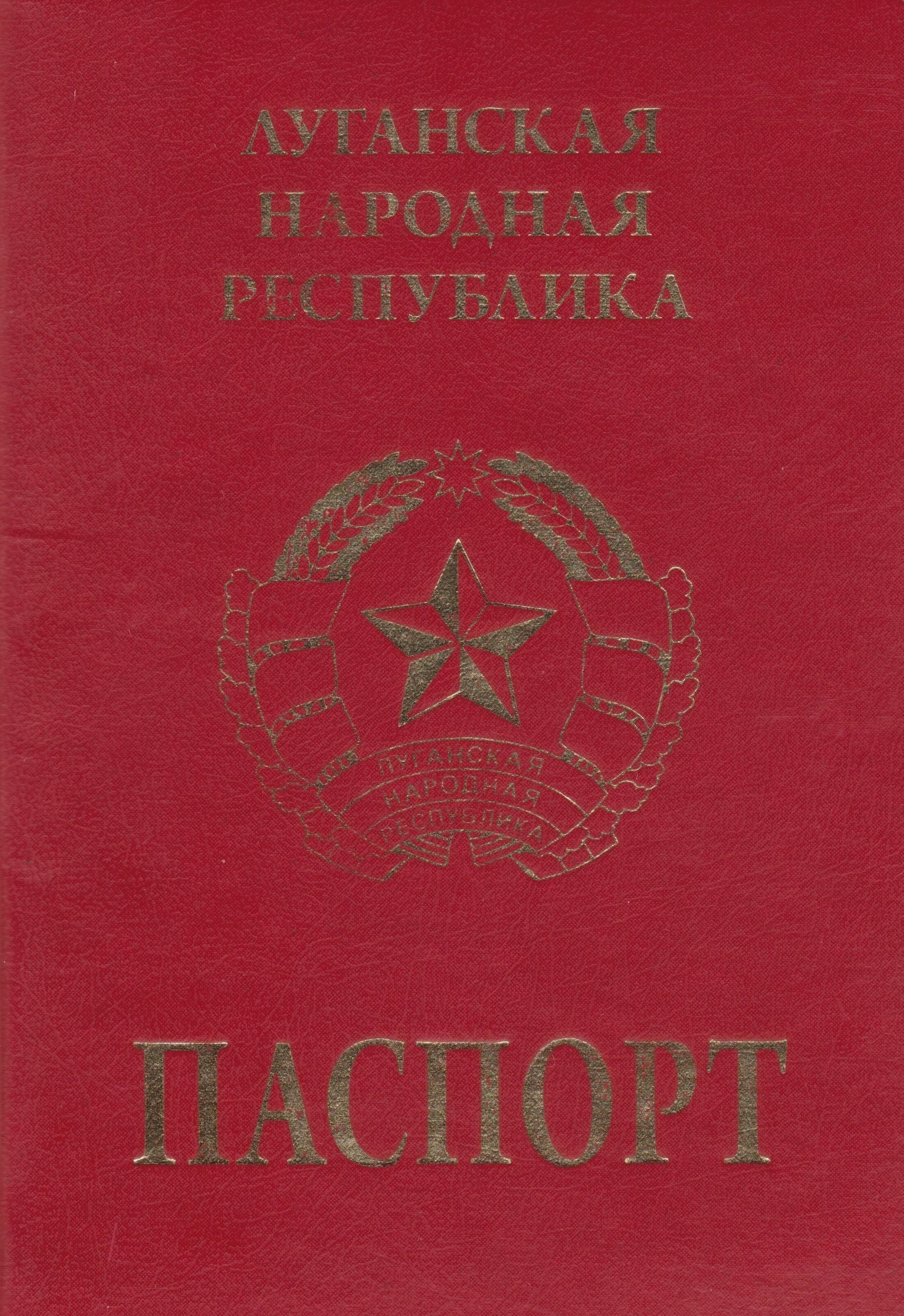
Cestovní pas LLR

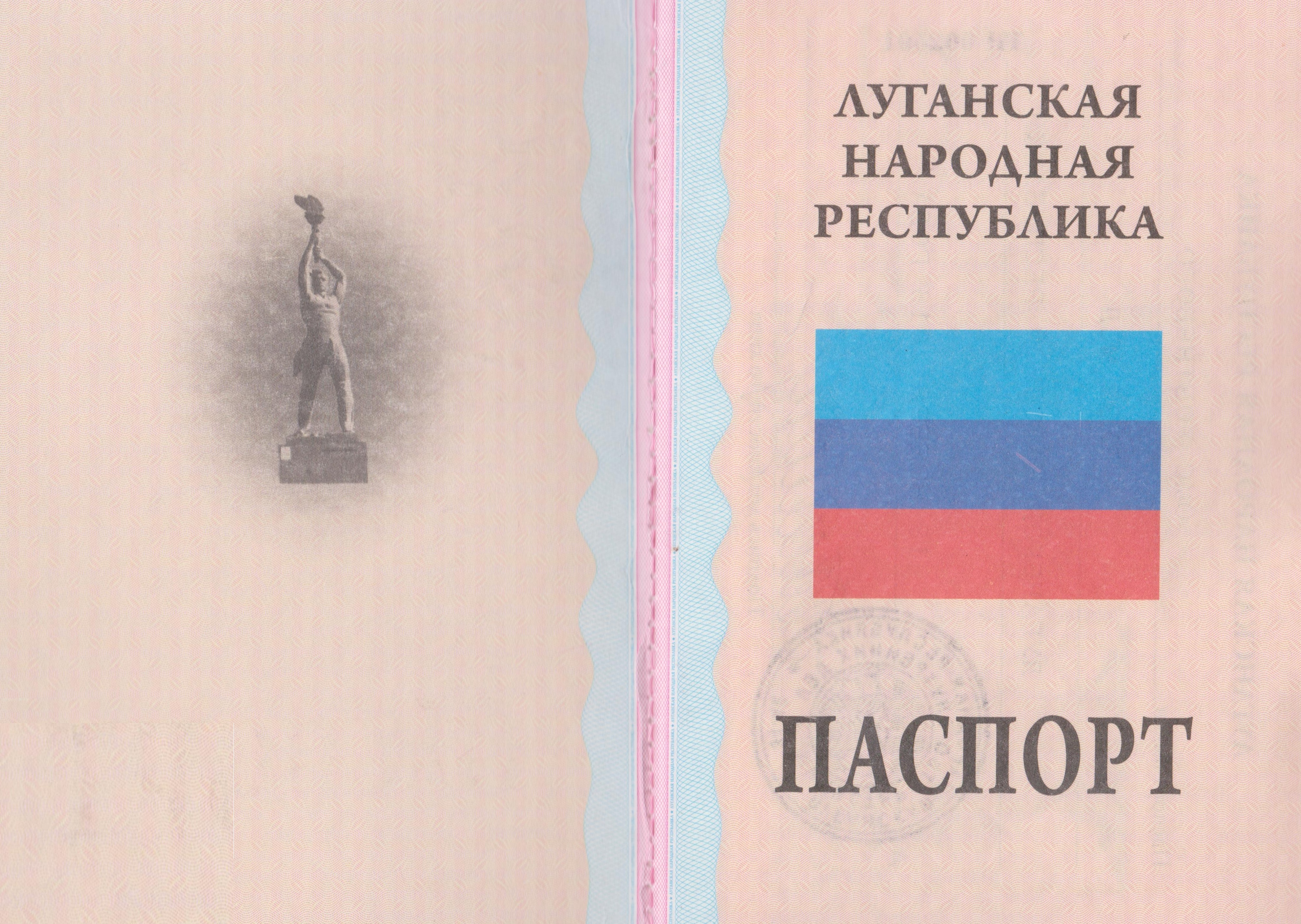
První dvě strany v cestovním pase LLR

### Současné

Vlajka Luhanské lidové republiky
Znak Luhanské lidové republiky
Svatojiřská stuha jako vlajka Luhanské lidové domobrany
Vlajka Novoruska a novoruských ozbrojených sil
Svatojiřská stuha

### Starší verze vlajek – evoluce vlajky LLR
Od nejnovější po nejstarší (zleva doprava).

Konečná podoba vlajky se znakem bez nápisu
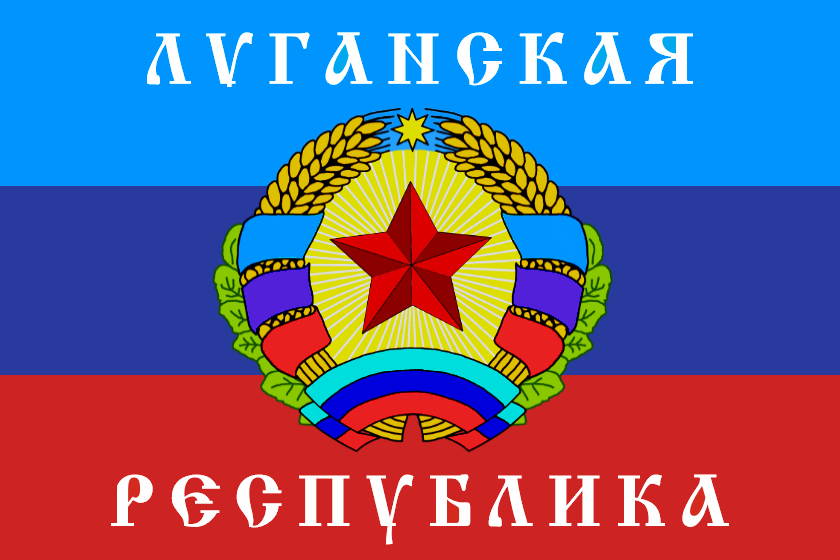
Další vlajka s nápisem a znakem
Vlajka odlišné podoby od 2. listopadu do 26. listopadu konce roku 2014
Další odlišná verze užívaná od 9. května 2014
Odlišná verze od 2. listopadu první poloviny roku 2014
První verze vlajky od 2. listopad první poloviny roku 2014
První oficiální znak LLR vycházející ze znaku Luhanské oblasti
Raný, ještě neoficiální, znak vznikající LLR